# 2018年中国グランプリ
2018年中国グランプリ (2018 Chinese Grand Prix) は、2018年のF1世界選手権第3戦として、2018年4月15日に上海インターナショナルサーキットで開催された。
正式名称は「2018 FORMULA 1 HEINEKEN CHINESE GRAND PRIX」。

## レース前
本レースでピレリが供給するドライタイヤのコンパウンドは、ミディアム、ソフト、1段階スキップしてウルトラソフトの3種類。
レッドブルは、前戦バーレーンGPの決勝でエネルギーストア(バッテリー、ES)の問題によりリタイアしたダニエル・リカルドのESとコントロールエレクトロニクス(CE)(いずれも2基目)を交換した。

## フリー走行
開催日時は現地時間 (UTC+8、以下同じ）。
1回目(FP1)
2018年4月13日 10:00 気温:18度、路面温度:19度 天候:曇(ドライ)
トップタイムはルイス・ハミルトンの1:33.999。
2回目(FP2)
2018年4月13日 14:00 気温:17度 路面温度:20度 天候:曇のち雨(ドライのちウエット)
終了15分前にストフェル・バンドーンが「タイヤが止まってない！」と訴えてストップ。開幕戦オーストラリアGPのハースや前戦バーレーンGPのフェラーリ同様、マクラーレンもタイヤ交換作業でミスを犯してしまった。この件でマクラーレンはアンセーフリリースにより罰金が科せられた。残り10分を切ったところで雨が降り出し、事実上セッションは終了した。FP1に続きハミルトンが1:33.482でトップタイムを記録したが、メルセデスとフェラーリの4台は僅差となっている。
3回目(FP3)
2018年4月14日 11:00 気温:12度 路面温度:14度 天候:曇(ドライ)
セッション後半に入り、ロマン・グロージャンの右リアブレーキが発火した。そしてダニエル・リカルドのマシンから白煙が上がってストップした。トップタイムはセバスチャン・ベッテルの1:33.018。

## 予選
2018年4月14日 14:00 気温:12度 路面温度:16度 天候:曇(ドライ)
セバスチャン・ベッテルが2戦連続のポールポジションを獲得、フェラーリが2戦連続でフロントローを独占した。

### 経過
Q1
FP3でターボのトラブルに見舞われたダニエル・リカルドは、チームの懸命なパワーユニット交換作業(エンジン(ICE)、ターボ、MGU-H、MGU-Kの4エレメント)でセッション終了3分前にコースインすることができ、14位でQ2進出を果たした。ピエール・ガスリー、ウィリアムズの2台、ザウバーの2台がQ1敗退となった。
Q2
フェラーリ勢とメルセデス勢は決勝スタートを踏まえてソフトで1回目のアタックを行い、キミ・ライコネンとベッテルのフェラーリ勢が1-2位を占め、バルテリ・ボッタスが4位、ルイス・ハミルトンは6位に留まる。2回目のアタックでフェラーリ勢はウルトラソフトでコースインしたが、タイムを記録せずピットへ戻る。メルセデス勢は1回目同様ソフトでアタックし、ハミルトンが一気にタイムを伸ばしてトップタイムを記録した。ケビン・マグヌッセン、エステバン・オコン、マクラーレンの2台、ブレンドン・ハートレイがQ2敗退となった。
Q3
1回目のアタックでライコネンが1:31.200でトップに立ち、ベッテル、ボッタス、ハミルトンが続く。メルセデス勢は2回目のアタックでもフェラーリ勢を上回ることができず、ライコネンは1:31.182とさらにタイムを更新するが、ベッテルが1:31.095でライコネンを上回りポールポジションを獲得した。

### 結果
| Pos.                | No. | ドライバー                 | コンストラクター                | Q1       | Q2       | Q3       | Grid |
| ------------------- | --- | -------------------------- | ------------------------------- | -------- | -------- | -------- | ---- |
| 1                   | 5   | セバスチャン・ベッテル     | フェラーリ                      | 1:32.171 | 1:32.385 | 1:31.095 | 1    |
| 2                   | 7   | キミ・ライコネン           | フェラーリ                      | 1:32.474 | 1:32.286 | 1:31.182 | 2    |
| 3                   | 77  | バルテリ・ボッタス         | メルセデス                      | 1:32.921 | 1:32.063 | 1:31.625 | 3    |
| 4                   | 44  | ルイス・ハミルトン         | メルセデス                      | 1:33.283 | 1:31.914 | 1:31.675 | 4    |
| 5                   | 33  | マックス・フェルスタッペン | レッドブル-タグ・ホイヤー       | 1:32.932 | 1:32.809 | 1:31.796 | 5    |
| 6                   | 3   | ダニエル・リカルド         | レッドブル-タグ・ホイヤー       | 1:33.877 | 1:32.688 | 1:31.948 | 6    |
| 7                   | 27  | ニコ・ヒュルケンベルグ     | ルノー                          | 1:33.545 | 1:32.494 | 1:32.532 | 7    |
| 8                   | 11  | セルジオ・ペレス           | フォース・インディア-メルセデス | 1:33.464 | 1:32.931 | 1:32.758 | 8    |
| 9                   | 55  | カルロス・サインツ         | ルノー                          | 1:33.315 | 1:32.970 | 1:32.819 | 9    |
| 10                  | 8   | ロマン・グロージャン       | ハース-フェラーリ               | 1:33.238 | 1:32.524 | 1:32.855 | 10   |
| 11                  | 20  | ケビン・マグヌッセン       | ハース-フェラーリ               | 1:33.359 | 1:32.986 |          | 11   |
| 12                  | 31  | エステバン・オコン         | フォース・インディア-メルセデス | 1:33.585 | 1:33.057 |          | 12   |
| 13                  | 14  | フェルナンド・アロンソ     | マクラーレン-ルノー             | 1:33.428 | 1:33.232 |          | 13   |
| 14                  | 2   | ストフェル・バンドーン     | マクラーレン-ルノー             | 1:33.824 | 1:33.505 |          | 14   |
| 15                  | 28  | ブレンドン・ハートレイ     | トロ・ロッソ-ホンダ             | 1:34.013 | 1:33.795 |          | 15   |
| 16                  | 35  | セルゲイ・シロトキン       | ウィリアムズ-メルセデス         | 1:34.062 |          |          | 16   |
| 17                  | 10  | ピエール・ガスリー         | トロ・ロッソ-ホンダ             | 1:34.101 |          |          | 17   |
| 18                  | 18  | ランス・ストロール         | ウィリアムズ-メルセデス         | 1:34.285 |          |          | 18   |
| 19                  | 16  | シャルル・ルクレール       | ザウバー-フェラーリ             | 1:34.454 |          |          | 19   |
| 20                  | 9   | マーカス・エリクソン       | ザウバー-フェラーリ             | 1:34.914 |          |          | 20 1 |
| 107% time: 1:38.622 |     |                            |                                 |          |          |          |      |
| ソース:             |     |                            |                                 |          |          |          |      |

追記
- ^1 - エリクソンは予選中、ダブルイエローフラッグ区間で十分な減速を怠ったため5グリッド降格とペナルティーポイント3点（合計5点）が加算された。[17][18]

## 決勝
2018年4月15日 14:10 気温:19度 路面温度:39度 天候:晴(ドライ)
ダニエル・リカルドが逆転勝利を飾った。

### 展開
肌寒かった前日までとうって変わって、暖かい好天に恵まれた。スタートでバルテリ・ボッタスがキミ・ライコネンを抜いて2位に上がり、マックス・フェルスタッペンもライコネンをかわして3位に上がった。セバスチャン・ベッテルは順調に首位を走るが、ボッタスも何とかベッテルに食らいつく。
18周目、レッドブルの2台が同時にピットイン。両者ミディアムに履き替える。19周目にルイス・ハミルトン、翌周にボッタスもミディアムに履き替えた。21周目にベッテルもミディアムに履き替えたが、ピットアウト後に猛ダッシュしていたボッタスの先行を許してしまう。ライコネンはピットインせずソフトのまま走行し続けたが、27周目にボッタスに抜かれ、ボッタスを追うベッテルも抜いていくと、ミディアムに履き替えた。
30周目、フェルナンド・アロンソが1ストップ作戦を敢行する。この周のターン14でトロ・ロッソの2台が同士討ちしてしまう。この接触でコース上に多数のパーツが飛び散ったため、セーフティカーが出動した。この時ピットレーン入口手前にいたレッドブル勢がソフトへ交換し、大きなタイムロスもなくコースへ復帰した。ピットレーン入口を過ぎていたフェラーリ勢とメルセデス勢はタイヤ交換を行わなかった。この判断が後に勝敗を分けることになる。
再開後、ボッタスがベッテルに差をつけていき、さらにハミルトンもベッテルに迫っていくが、タイヤを交換したばかりのレッドブル勢がハミルトンに迫ってくる。リカルドは40周目にハミルトンを抜き、42周目にベッテルも抜いていく。同じ周にフェルスタッペンがハミルトンを抜いた。フェルスタッペンは次の43周目にベッテルを強引に抜きにかかるがターン14で接触する。その後方にいたハミルトンはアウト側へかわし、ライコネンはイン側へかわしたが、ここでハミルトンはライコネンに抜かれた。フェルスタッペンはすぐにコースへ復帰したが、10秒のタイムペナルティを科されることになった。ベッテルは接触の影響からかペースが上がらず、順位を落としていく。フェルスタッペンは再びハミルトンを抜いて4位まで順位を戻した。
45周目、リカルドはついにボッタスを捉えて首位に浮上し、以後はボッタスら後続を8秒以上引き離して優勝した。タイヤが厳しくなっていたボッタスは3位ライコネンにも迫られるが、最後まで2位を守り通した。なお3メーカーによる表彰台は今季初となる。フェルスタッペンは4位でフィニッシュしたが、10秒加算ペナルティによりハミルトンが4位、フェルスタッペンが5位となった。1ストップ作戦を成功させたアロンソが7位、ベッテルは8位まで順位を落としてレースを終えた。トロ・ロッソ勢は同士討ちもありピエール・ガスリーは18位、ブレンドン・ハートレイは51周でリタイアしたものの、90%以上走行したため最下位の20位で完走扱いとされ、2016年日本GP以来8回目の「全車完走」となった。

### 結果
| Pos.   | No. | ドライバー                 | コンストラクター                | 周回数 | タイム/リタイア原因 | Grid | Pts. |
| ------ | --- | -------------------------- | ------------------------------- | ------ | ------------------- | ---- | ---- |
| 1      | 3   | ダニエル・リカルド         | レッドブル-タグ・ホイヤー       | 56     | 1:35:36.380         | 6    | 25   |
| 2      | 77  | バルテリ・ボッタス         | メルセデス                      | 56     | +8.894              | 3    | 18   |
| 3      | 7   | キミ・ライコネン           | フェラーリ                      | 56     | +9.637              | 2    | 15   |
| 4      | 44  | ルイス・ハミルトン         | メルセデス                      | 56     | +16.985             | 4    | 12   |
| 5      | 33  | マックス・フェルスタッペン | レッドブル-タグ・ホイヤー       | 56     | +20.436 1           | 5    | 10   |
| 6      | 27  | ニコ・ヒュルケンベルグ     | ルノー                          | 56     | +21.052             | 7    | 8    |
| 7      | 14  | フェルナンド・アロンソ     | マクラーレン-ルノー             | 56     | +30.639             | 13   | 6    |
| 8      | 5   | セバスチャン・ベッテル     | フェラーリ                      | 56     | +35.286             | 1    | 4    |
| 9      | 55  | カルロス・サインツ         | ルノー                          | 56     | +35.763             | 9    | 2    |
| 10     | 20  | ケビン・マグヌッセン       | ハース-フェラーリ               | 56     | +39.594             | 11   | 1    |
| 11     | 31  | エステバン・オコン         | フォース・インディア-メルセデス | 56     | +44.050             | 12   |      |
| 12     | 11  | セルジオ・ペレス           | フォース・インディア-メルセデス | 56     | +44.725             | 8    |      |
| 13     | 2   | ストフェル・バンドーン     | マクラーレン-ルノー             | 56     | +49.373             | 14   |      |
| 14     | 18  | ランス・ストロール         | ウィリアムズ-メルセデス         | 56     | +55.490             | 18   |      |
| 15     | 35  | セルゲイ・シロトキン       | ウィリアムズ-メルセデス         | 56     | +58.241             | 16   |      |
| 16     | 9   | マーカス・エリクソン       | ザウバー-フェラーリ             | 56     | +1:02.604           | 20   |      |
| 17     | 8   | ロマン・グロージャン       | ハース-フェラーリ               | 56     | +1:05.296           | 10   |      |
| 18     | 10  | ピエール・ガスリー         | トロ・ロッソ-ホンダ             | 56     | +1:06.330 2         | 17   |      |
| 19     | 16  | シャルル・ルクレール       | ザウバー-フェラーリ             | 56     | +1:22.575           | 19   |      |
| 20†    | 28  | ブレンドン・ハートレイ     | トロ・ロッソ-ホンダ             | 51     | 接触ダメージ        | 15   |      |
| ソース |     |                            |                                 |        |                     |      |      |

ファステストラップ
- ダニエル・リカルド - 1:35.785 (55周目)

ラップリーダー
- 1-20=セバスチャン・ベッテル、21-26=キミ・ライコネン、27-44=バルテリ・ボッタス、45-56=ダニエル・リカルド

追記
- ^1 - フェルスタッペンはターン14でベッテルと接触したため10秒のタイムペナルティが科されたが、ピットインで消化しなかったためレースタイムに10秒とペナルティポイント2点（合計5点）が加算された。このタイム加算により4位から5位に降格[24]
- ^2 - ガスリーはターン14でハートレイと接触したため10秒のタイムペナルティが科されたが、ピットインで消化しなかったためレースタイムに10秒とペナルティーポイント2点（合計2点）が加算された。このタイム加算により15位から18位に降格[25]
- †印はリタイアだが、90%以上の距離を走行したため規定により完走扱い。

## 第3戦終了時点のランキング
|   | 順位 | ドライバー             | ポイント |
| - | ---- | ---------------------- | -------- |
|   | 1    | セバスチャン・ベッテル | 54       |
|   | 2    | ルイス・ハミルトン     | 45       |
|   | 3    | バルテリ・ボッタス     | 40       |
| 4 | 4    | ダニエル・リカルド     | 37       |
|   | 5    | キミ・ライコネン       | 30       |

|   | 順位 | コンストラクター          | ポイント |
| - | ---- | ------------------------- | -------- |
| 1 | 1    | メルセデス                | 85       |
| 1 | 2    | フェラーリ                | 84       |
| 1 | 3    | レッドブル-タグ・ホイヤー | 55       |
| 1 | 4    | マクラーレン-ルノー       | 28       |
|   | 5    | ルノー                    | 25       |

- 注：ドライバー、コンストラクター共にトップ5のみ表示。